# Svjatjanka
Svjatjanka (vitryska: Свячанка) är ett vattendrag i Belarus.   Det ligger i voblasten Vitsebsks voblast, i den norra delen av landet, 170 km nordost om huvudstaden Minsk. Svjatjanka ligger vid sjön Ozero Garnosvetjje.
Omgivningarna runt Svjatjanka är en mosaik av jordbruksmark och naturlig växtlighet. Runt Svjatjanka är det glesbefolkat, med 18 invånare per kvadratkilometer.